# Cryptomys
Cryptomys (Gray, 1864) è un genere di roditori della famiglia dei Batiergidi noti come blesmol.

## Descrizione

### Dimensioni
Al genere Cryptomys appartengono roditori di piccole e medie dimensioni, con lunghezza della testa e del corpo tra 90 e 270 mm, la lunghezza della coda tra 10 e 30 mm e un peso fino a 400 g.

### Caratteristiche craniche e dentarie
Il cranio è meno robusto che in Bathyergus, il foro infra-orbitale è piccolo e può assumere una forma ellittica o a goccia. I denti masticatori hanno una superficie occlusiva semplice ad anello. Gli incisivi superiori sono lisci e le loro radici sono situate dietro ai denti masticatori.
Sono caratterizzati dalla seguente formula dentaria:

### Aspetto
Il corpo è tozzo e cilindrico. Il colore generale è bruno-rossastro, fulvo, grigio o nero. Alcune forme presentano una macchia bianca sulla fronte e degli anelli chiari intorno agli occhi. Il muso è piatto. Le dita e i loro artigli sono corti. La coda è più corta del piede.

## Distribuzione
Si tratta di roditori con abitudini strettamente fossorie diffusi in tutta l'Africa subsahariana eccetto il Corno d'Africa e le foreste pluviali tropicali dell'Africa centrale ed occidentale.

## Tassonomia
Il genere comprende 14 specie. Nel 2006 è stato proposta la creazione del genere Fukomys a causa di differenze genetiche e dell'elevata diversità del cariotipo. La separazione in due generi, nonostante la somiglianza nei caratteri morfologici e morfometrici, è supportata da due linee monofiletiche reciproche, basate su dati del DNA mitocondriale e nucleare.
- Sottogenere Cryptomys
  - Cryptomys hottentotus
- Sottogenere Fukomys Kock, Ingram, Frabotta, Honeycutt & Burda, 2006
  - Cryptomys anselli
  - Cryptomys bocagei
  - Cryptomys damarensis - specie eusociale
  - Cryptomys darlingi
  - Cryptomys foxi
  - Cryptomys hanangensis
  - Cryptomys ilariae
  - Cryptomys kafuensis
  - Cryptomys livingstoni
  - Cryptomys mechowi
  - Cryptomys ochraceocinereus
  - Cryptomys vandewoestijneae
  - Cryptomys zechi